# Uddevalla Ravens
Uddevalla Ravens var en idrottsförening för amerikansk fotboll från Uddevalla. Föreningen bildades i oktober 1990. Lagets namn kom ifrån att staden även kallas för "korpsta’n".
Första träningsmatchen spelades mot Hässleholm Red Wings. 
Första året i seriespel 1992 slutade med åtta raka förluster. Men nu gick utvecklingen fort framåt, redan två år senare vann de division 2 västra och flyttades upp till division 1. Där blev det två säsonger innan de var tillbaka i division två.
1999 slutade de två i serien efter Carlskrona Seahawks och flyttades upp till division 1 igen. De kom dock inte till spel då intresset börjat svalna i Uddevalla och laget lades på is efter året.

## Meriter
- Segrare division 2 västra 1994